# Brixia fumata
Brixia fumata är en insektsart som beskrevs av Van Stalle 1983. Brixia fumata ingår i släktet Brixia och familjen kilstritar. Inga underarter finns listade i Catalogue of Life.